# سیارک ۱۴۹۲۴۴
سیارک ۱۴۹۲۴۴ (به انگلیسی: 149244 Kriegh، نامگذاری:2002RZ240) صد و چهل و نه هزار و دویست و چهل و چهارمین سیارک کشف شده‌است که در ۱۴ سپتامبر ۲۰۰۲ کشف شد.